# Xã Oak Grove, Quận Benton, Indiana
Xã Oak Grove (tiếng Anh: Oak Grove Township) là một xã thuộc quận Benton, tiểu bang Indiana, Hoa Kỳ. Năm 2010, dân số của xã này là 1.581 người.